# 安藤悟
安藤 悟（あんどう さとる、1998年5月3日 - ）は、日本のタレントである。愛知県出身。セントラルジャパン所属。

## 来歴
2019年、CBCラジオ『チュウモリ』金曜日「MIX YOUTH RADIO」で結成された名古屋を拠点とする6人組ボーイズユニット・STELLAθ（ステラシータ）の結成に参加する。2021年3月、ユニットを卒業した。

## 出演

### ラジオ
- チュウモリ 金曜「MIX YOUTH RADIO」（CBCラジオ）
- ワンチャンマイク（CBCラジオ）